# Manfred von Killinger
Manfred Freiherr von Killinger (Gut Lindigt, 14 luglio 1886 – Bucarest, 2 settembre 1944) è stato un militare e politico tedesco, ufficiale di marina, leader del Freikorps, oltre che scrittore militare.
Veterano della prima guerra mondiale e membro della Marine-Brigade Ehrhardt durante la Rivoluzione tedesca, prese parte all'intervento militare contro la Repubblica Sovietica Bavarese. Dopo lo scioglimento dei Freikorps, l'antisemita Killinger fu attivo nel Germanenorden e nell'Organizzazione Consul, ideando l'omicidio di Matthias Erzberger. Successivamente fu un rappresentante del partito nazista nel Reichstag e leader della Sturmabteilung, prima di ricoprire la carica di ministro-presidente della Sassonia e svolgere un ruolo fondamentale nell'attuazione delle politiche naziste a livello locale.
Durante la notte dei lunghi coltelli, fu in grado di recuperare il suo status e prestò servizio come console della Germania nazista a San Francisco tra il 1936 e il 1939. Nel 1940, come ambasciatore presso la Repubblica Slovacca, ebbe un ruolo determinante nell'applicazione della legislazione antisemita. All'inizio del 1941, Killinger fu nominato in una posizione simile in Romania, dove divenne noto per la prima volta per aver sostenuto Ion Antonescu durante il pogrom di Bucarest. Insieme al suo aiutante Gustav Richter, tentò di ottenere la partecipazione della Romania alla soluzione finale sotto la guida tedesca, facendo così pressione sulle autorità rumene per distogliere l'attenzione dall'omicidio di massa degli ebrei. Killinger ha supervisionato la presenza tedesca in Romania fino al 1944 ed è stato l'obiettivo di un famigerato opuscolo del 1943 dello scrittore Tudor Arghezi. Si suicidò a Bucarest, pochi giorni dopo che il colpo di stato di re Michele del 23 agosto 1944 rovesciò il regime di Antonescu.

## Biografia

### Carriera militare e leadership del Freikorps
Nacque a Gut Lindigt, vicino a Nossen, fu cresciuto con educazione evangelico-luterana, da una famiglia aristocratica originaria della regione del Baden-Württemberg. Completò la sua istruzione primaria a Nossen e diventò cadetto nella Ritter-Akademie di Dresda. Dopo il 1904, Killinger fu un cadetto nelle forze navali dell'Impero tedesco. Combatté nella prima guerra mondiale come comandante della torpediniera SMS V3, prendendo parte alla battaglia dello Jutland (Skagerrakschlacht), arrivando al grado di tenente comandante.
Dopo il primo conflitto mondiale, Killinger si orientò politicamente verso l'estrema destra. Ben presto fu coinvolto nell'organizzazione paramilitare anticomunista nota come Freikorps, che rappresentò la risposta conservatrice e nazionalista alla Rivoluzione tedesca. Si unì alla Marinebrigade Ehrhardt, un'unità dei Freikorps, e fu comandante di una compagnia d'assalto all'interno della brigata. Killinger si trovò a Monaco durante gli aspri combattimenti tra i Freikorps e il Partito Comunista della Repubblica Sovietica Bavarese. In seguito indicò che, durante gli scontri, aveva sfigurato le Guardie Rosse catturate e aveva ordinato che una donna, simpatizzante comunista, fosse frustata "finché non fosse rimasta nessuna macchia bianca sul suo fondoschiena".
Successivamente Killinger fu coinvolto anche nel Putsch di Kapp contro la Repubblica di Weimar, provocato dalla decisione delle autorità di disarmare i Freikorps; in seguito organizzò un altro gruppo paramilitare sotto il nome di Unione dei veterani della prima linea e si unì alla società segreta antisemita con sede a Monaco nota come Germanenorden, proclamando la sua fedeltà alla razza ariana e ai popoli germanici.

### L'Organizzazione Consul e l'uccisione di Erzberger
Nel 1920, Killinger divenne un leader dello squadrone della morte della Marine-Brigade noto come Organizzazione Consul. In quanto tale, contribuì a pianificare l'omicidio di Matthias Erzberger, ex ministro delle Finanze, divenuto un bersaglio già nel 1918 quando aveva firmato l'armistizio di Compiègne. Supervisionò personalmente il modo in cui Heinrich Tillessen e Heinrich Schulz, le persone accusate di aver assassinato Erzberger (entrambi membri del Germanenorden), svolsero il loro compito. Si presume anche che abbia ideato l'omicidio del ministro degli Esteri nel 1922 Walther Rathenau.
L'omicidio provocò una serie di manifestazioni di piazza indette dai socialdemocratici a cui si unirono i comunisti. Parallelamente, la stampa di estrema destra equiparò la squadra di Killinger a Guglielmo Tell e Charlotte Corday.
Ad agosto, il gabinetto presieduto da Joseph Wirth e il presidente Friedrich Ebert avanzarono una legge che conferì al ministro dell'Interno Georg Gradnauer il potere di vietare le organizzazioni anti-repubblicane. Ciò provocò un putiferio in Baviera, in seguito governata dalla coalizione di destra guidata dal Partito popolare di Gustav Ritter von Kahr, che accusò Wirth di favorire la sinistra. La disputa si mischiò con quella sullo stato di emergenza della Baviera, che il governo federale, a differenza dei funzionari bavaresi, voleva vedere abolito. La crisi si concluse a settembre, quando Kahr perse il sostegno del suo stesso partito e si dimise.
Di fronte al processo per la sua implicazione nell'omicidio quando Tillessen e Schulz fuggirono in Ungheria, Killinger fu assolto da un tribunale di Offenburg a metà giugno 1925 (nel 1950, alla fine della seconda guerra mondiale, Schulz e Tillessen furono condannati al carcere). Divenne un funzionario di alto livello nell'Organizzazione Consul e nel Wikingbund.
Intorno al 1924 fu anche coinvolto in un programma di riarmo segreto, avviando un'impresa nella località spagnola di Etxebarria per sperimentare segretamente con i sottomarini.

### Gli inizi nazisti e la leadership della Sassonia
Nel 1927, la Wiking Federation fu messa fuori legge e, di conseguenza, Killinger si unì al Partito Nazista, che nel frattempo era nato dalle idee di Adolf Hitler. Nel 1928 fu eletto al Landtag in Sassonia e, durante le elezioni del luglio 1932, al Reichstag. Parallelamente, Killinger fu capogruppo della Sturmabteilung, capo della SA Mitteldeutschland e, dopo il 1932, capo della SA-Obergruppe V in Sassonia, Turingia e Sassonia-Anhalt.
Il 10 marzo 1933, dopo che Hitler salì al potere, il ministro dell'Interno Wilhelm Frick autorizzò Killinger a prendere il controllo della Sassonia come Reichskommissar e a deporre il ministro-presidente Walther Schieck (un membro del Partito popolare tedesco). Quando ciò accadde, le truppe appartenenti alle Sturmabteilung e alle Schutzstaffel riuscirono a reprimere le organizzazioni di sinistra in tutta la regione e alzarono la bandiera nazista sugli edifici governativi. Tre giorni dopo, Killinger bandì tutti i gruppi paramilitari non nazisti attivi in Sassonia, poiché migliaia di persone si erano spontaneamente affiliate ai nazisti. Emise anche un ordine di creare un'unità speciale a scopo di controspionaggio per riferire sulle "attività bolsceviche" e, il 4 aprile, ha ordinato la formazione di un nuovo Landag e dei consigli locali sulla base dei risultati delle precedenti elezioni del Reichstag. In questo, probabilmente ha tratto profitto dal fatto che i partiti di estrema sinistra erano già stati banditi.
Poiché il gabinetto risultante venne introdotto da Killinger, il Gauleiter nazista Martin Mutschmann fu nominato Reichstatthalter, governatore del Reich, della Sassonia. I socialdemocratici, l'unica forza di opposizione all'interno del Landtag, furono oggetto di persecuzioni violente e molti appartenenti furono internati nei campi di concentramento appena nati. La loro sezione locale fu ufficialmente bandita il 23 giugno 1933, lasciando ai nazisti il controllo assoluto sulla Sassonia. Allo stesso tempo, secondo quanto riferito, Hitler invitò Killinger a non cadere nella violenza dei disordini e a limitare la repressione verso i membri dei partiti di sinistra e della comunità ebraica tedesca. Negli anni successivi, la violenza nazista in Sassonia avrebbe preso di mira specificamente comunisti ed ebrei.
A maggio Killinger assunse la carica di Ministro-Presidente; divenne anche ministro dell'Interno sassone, cosa che lo portò a controllare le forze di polizia locali. Nei suoi primi atti ufficiali, Killinger rimosse il modernista Otto Dix dalle sue posizioni di professore e rettore dell'Accademia delle arti di Dresda, licenziò il sindaco di Dresda del Partito Democratico e il sindaco Wilhelm Külz (in tutto, nove sindaci su venti nelle grandi città sassoni si dimisero per diretta conseguenza delle pressioni naziste). A settembre, le opere di Dix furono esposte beffardamente in una grande mostra di "arte degenerata" tenutasi a Dresda.
Nel giugno 1934 Hitler, insieme a Hermann Göring e a Heinrich Himmler, lanciò la Notte dei lunghi coltelli, durante la quale la Sturmabteilung fu epurata e molti dei suoi leader, che Hitler considerava come potenziali rivali, furono uccisi (incluso Ernst Röhm). Killinger, in qualità di leader delle SA, sopravvisse a malapena all'epurazione e fu deposto da tutti i suoi uffici pochi giorni dopo la morte di Röhm. Quasi un anno dopo, nel marzo 1935, fu sostituito come ministro-presidente della Sassonia da Mutschmann. Ciò costituì anche la fase finale di una prolungata lotta di potere tra i primi Reichskommissar e Mutschmann. Più tardi nel corso dell'anno, Killinger fu nominato membro del Volksgerichtshof, il Tribunale del Popolo, ma la sua carriera nel sistema giudiziario nazista fu breve.

### Inizio carriera diplomatica e ribellione legionario
Nel 1936 Killinger iniziò una nuova carriera nel servizio diplomatico tedesco. Dal 1936 all'inizio del 1939 fu inviato negli Stati Uniti come primo console tedesco a San Francisco. Secondo "The Time", Killinger, che sarebbe diventato "impopolare" negli Stati Uniti, fu "richiamato al Reich per riferire sul bombardamento di un mercantile nazista nell'estuario di Oakland [nel novembre 1938]". Fu sostituito da Fritz Wiedemann, l'aiutante personale di Hitler, la cui missione, secondo "The Time", fu di "appianare le relazioni tese tra Stati Uniti e Germani".
Nel 1940, Killinger fu nominato ambasciatore della Germania presso la neonata Repubblica Slovacca. In quest'ultima veste intervenne nella competizione tra, da una parte, il pragmatico autoritario Ferdinand Ďurčanský e, dall'altra, il fascista Jozef Tiso e la Guardia di Hlinka di Vojtech Tuka, chiedendo il licenziamento di Ďurčanský, poi avvenuta nello stesso mese.
Nel periodo successivo, Killinger fu accusato di aumentare il controllo tedesco sulla Slovacchia organizzando dei gruppi di consiglieri nazisti: uno di loro era Dieter Wisliceny, un collaboratore di Adolf Eichmann, che fu accusato di aver posto fine alla "questione ebraica". A partire da settembre, Wisliceny contribuì ad attuare una serie di misure antisemite razziali, che contrastavano con le precedenti politiche di discriminazione religiosa e culminarono nella deportazione e nell'assassinio della maggioranza degli ebrei slovacchi nel 1942. L'ufficio di Manfred von Killinger come ambasciatore fu infine assunto da Hanns Ludin.
Fu nominato ambasciatore della Germania in Romania nel dicembre 1940, e si insediò a gennaio, sostituendo Wilhelm Fabricius e mantenendo i legami con il regime fascista di Ion Antonescu. Ciò avvenne quando Hitler decise di appoggiare Antonescu nel suo conflitto con la Guardia di Ferro, che fino ad allora aveva formato lo Stato Nazionale Legionario. L'importanza del suo nuovo incarico fu anche una prova del conflitto del ministro degli Esteri Joachim von Ribbentrop con Himmler, che lo aveva portato a cercare sostegno tra gli ex leader della Sturmabteilung.
Il suo arrivo a Bucarest coincise con il pogrom di Bucarest, quando l'esercito rumeno sconfisse la Guardia. All'inizio di febbraio, quando le truppe della Wehrmacht in Romania diedero il loro sostegno ad Antonescu, Killinger indagò sui casi in cui membri della Gestapo, Schutzstaffel o Sicherheitsdienst aiutarono quest'ultimo e li riferì ai suoi sorveglianti. Quest'ultima denuncia fu incentrata su Otto Albrecht von Bolschwing, il capo della Gestapo a Bucarest, che Killinger accusò di aver nascosto 13 guardie nell'edificio dell'ambasciata. A marzo Antonescu dichiarò Bolschwing persona non grata; fu richiamato a Berlino, e successivamente mandato in un campo di concentramento, e verso la fine della guerra si trasferì in Austria, unendosi alla resistenza clandestina e agli Alleati. A maggio, Killinger ha espresso l'offerta della Germania di consegnare i politici della Guardia di Ferro che si erano rifugiati in Germania, incluso il loro leader Horia Sima, che fu condannato a morte; Antonescu rifiutò, dicendo:

### Killinger e gli ebrei rumeni
A partire dalla primavera del 1941, Killinger svolse un ruolo importante nell'imposizione delle nuove misure antisemite in Romania. Ad aprile Gustav Richter è stato inviato dalla RSHA come "esperto di problemi ebraici", subordinato all'ambasciatore; il mese successivo riferì a Killinger, dando una valutazione positiva delle mosse di Antonescu per frenare le attività politiche della comunità ebraica rumena e della creazione di un Consiglio ebraico "come unica organizzazione ebraica autorizzata". In questo contesto, Richter ha anche osservato che le autorità rumene avevano deciso di istituire l'obbligo di denunciare tutte le proprietà ebraiche e avevano previsto "l'evacuazione degli ebrei dalla Romania". In effetti, Richter fu accusato di aver avviato la Soluzione Finale in Romania. Radu Lecca, un politico rumeno incaricato di sovrintendere allo status degli ebrei rumeni, raccontò che, attraverso l'estorsione, il Consiglio ebraico fornì i guadagni sia ai leader rumeni che a Killinger.
Manfred von Killinger mantenne il suo incarico diplomatico dopo il 22 giugno, poiché la Romania prese parte all'operazione Barbarossa. Mentre l'esercito rumeno marciava in Bessarabia e in Ucraina, Antonescu iniziò a pianificare la soluzione finale rumena, che intendeva realizzare localmente, definendola "la pulizia della terra". Inizialmente le autorità militari ordinarono un gruppo di circa 25.000 ebrei della Bessarabia e furono deportati a Mohyliv-Podilskyi, la Wehrmacht ne uccise circa 12.000 e rimandò i sopravvissuti in territorio rumeno. Questo fu uno dei tanti episodi: le decisioni tedesche di sparare o respingere gli ebrei espulsi nel Dnestr si diffusero dopo che la Wehrmacht iniziò a riferire che stavano morendo di fame e che diffondevano malattie. Di conseguenza, Antonescu chiese a Killinger di non consentire il ritorno dei deportati, sottolineando che tale azione era in contrapposizione con il suo accordo personale stabilito con Hitler.
Killinger continuò a riferire sul modo in cui la Romania aveva deciso di portare a termine il proprio programma di sterminio e, nell'agosto 1941, allarmò le autorità di Berlino con la prova che Antonescu aveva ordinato la deportazione in Transnistria di 60.000 uomini ebrei. Nel mese di settembre discusse con il governatore della Transnistria Gheorghe Alexianu sulla situazione dei tedeschi etnici nell'area, che erano ormai sotto la guida di una Volksdeutsche Mittelstelle. Non rispondendo all'amministrazione rumena, quest'ultimo organismo stava ormai attuando la propria politica di sterminio, essendo responsabile delle sparatorie degli ebrei in varie zone tra il Dnestr e il Bug meridionale, prima di essere affiancato in questo dalle truppe rumene e dalle loro milizie ucraine subordinate.
Dopo ulteriori discussioni con Antonescu nel luglio 1942, Killinger riuscì a ottenere la decisione che tutti gli ebrei rumeni che vivevano nell'Europa occupata dai nazisti dovevano essere trattati come gli ebrei tedeschi, e quindi furono soggetti alle politiche di sterminio nazista. Nel novembre dello stesso anno, quando i tedeschi fecero pressioni sulla Romania affinché si unisse alla sua applicazione della Soluzione Finale, Killinger e Richter chiesero formalmente a Ion Antonescu e al suo ministro degli Esteri Mihai Antonescu perché non avevano attuato la deportazione degli ebrei rumeni nel Governatorato Generale: risposero che la Romania aveva preso in considerazione l'applicazione di tale misura per gli ebrei che vivevano nella Transilvania meridionale, ma aveva al tempo stesso deciso di posticiparla. Questo fu considerato un segno dell'insoddisfazione della Romania dopo la battaglia di Stalingrado e Antonescu indicò di considerare l'emigrazione solo come una soluzione alla questione ebraica, un argomento che salvò gli ebrei dell'Antico Regno e della Transilvania meridionale dalla deportazione.
In un rapporto del dicembre 1942 ai suoi superiori, Killinger commentò che il Conducător basò la sua decisione sulla scoperta che "gli ebrei non erano tutti bolscevichi".

### Ultimi anni
Il 30 settembre 1943, lo scrittore Tudor Arghezi utilizzò il quotidiano Informaţia Zilei per pubblicare un opuscolo fortemente critico nei confronti di Killinger e dell'alleanza rumeno-tedesca intitolato Baroane (Baron! o Thou Baron). Le autorità misero a tacere tutte le questioni e Arghezi fu imprigionato senza processo in un campo penitenziario vicino a Târgu Jiu. Baroane contrastò con l'umore prevalente nei media rumeni, che offrivano l'aperto sostegno al nazismo, al fascismo italiano e ad altre ideologie di estrema destra dell'epoca, pubblicando elogi agli inviati tedeschi come Killinger.
Secondo la giornalista di origine argentina Elsa Moravek Perou De Wagner, ci fu un incidente che coinvolse Killinger e Hermann Göring in un evento di Bucarest nel 1944, quando Albert, fratello di Hermann e uomo d'affari e soccorritore di ebrei, rifiutò di sedersi allo stesso tavolo come ambasciatore, che riteneva personalmente responsabile dell'omicidio di Walther Rathenau. Albert Göring fu arrestato e per liberarlo fu necessario l'intervento di suo fratello.
L'ambasciatore Killinger fu sostituito nel luglio 1944 da Carl August Clodius. Mentre l'Unione Sovietica combatteva le sue prime battaglie in territorio rumeno, Killinger firmò alcuni dei suoi ultimi rapporti, in cui affermò di aver smascherato un gruppo di spie pro- Alleati formato attorno alla scrittrice Marthe Bibesco e ad altri membri della classe borghese. Subito dopo, Fritz Kolbe trasmise queste informazioni agli Stati Uniti, insieme ai dettagli del panico che aveva attanagliato le truppe tedesche sul fronte moldavo.
Quando Antonescu fu rovesciato dalle forze di opposizione durante il colpo di stato del 23 agosto, Killinger, ancora a Bucarest, si suicidò il 2 settembre nel suo ufficio a Calea Victoriei per evitare la cattura da parte dell'Armata Rossa. Il New York Times riferì nel settembre 1944 che, poco prima della sua morte, Killinger era "impazzito", sparando ai membri più giovani del suo staff mentre gridava le parole "Dobbiamo morire tutti per il Führer". Questo evento non fu riportato da nessuno, nelle testimonianze rese dopo essere stato catturato dagli alleati occidentali, Walter Schellenberg, l'ultimo capo dell'Abwehr, l'organizzazione dei servizi segreti tedeschi, indicò che i rapporti di Killinger e Joachim von Ribbentrop dell'inizio del 1944 avevano avuto un ruolo nell'assicurare ai leader tedeschi che la Romania fosse sotto controllo. Ciò è avvenuto nonostante i ripetuti avvertimenti emessi da Eugen Cristescu, capo del servizio di intelligence speciale rumeno: riflettendo sulla sequenza degli eventi, esplicitò la sua convinzione che Killinger "non fosse certamente del tutto normale".

### Approfondimenti
- Andreas Wagner, Mutschmann gegen von Killinger: Konfliktlinien zwischen Gauleiter und SA-Führer während des Aufstiegs der NSDAP und der "Machtergreifung" im Freistaat Sachsen, Sax Publishing House, Beucha, 2001. ISBN 3-934544-09-6
- Bert Wawrzinek, Manfred von Killinger (1886-1944). Ein politischer Soldat zwischen Freikorps und Auswärtigem Amt, Deutsche Verlagsgesellschaft, Preußisch Oldendorf, 2003. ISBN 3-920722-72-8